# Запольский, Василий Ипатович
Василий Ипатович Запольский (1776—1837) — писатель и переводчик с французского языка

## Биография
Родился, по сведениям приведённым в некрологе, 25 января (5 февраля) 1776 года. В 1817 году имел чин титулярного советника; в 1821 году назначен смотрителем училищ Московского уезда. Затем был инспектором Московского дворянского института. Награждён орденом Св. Анны 3-й степени (1826).
С его именем связаны следующие печатные труды:
- «Филет, пастушеский роман», сочинение Бланшара с франц. (М., 1809);
- «Теласко, или Добродетельный американец, истинное происшествие», с франц. в 2-х ч. (М., 1805);
- «Новая учебная книга для французского языка, содержащая в себе букварь, этимологию, синтаксис и хрестоматию» (М., 1817; Изд. 2-е. — М., 1824);
- «Французская хрестоматия, или Собрание разных пьес на французском языке» (М., 1822)
- «Краткое руководство всеобщей географии, по новому разделению, в употребление введенное в учебные заведения и частные пансионы Московского учебного округа». в 3-х ч. (изд. 2-е, испр. — М., 1826).